# Color Classics
 Color Classics és el nom d'una sèrie de curtmetratges d'animació distribuïda per la Paramount Pictures i produïda per Fleischer Studios entre 1934 i 1941.
La sèrie realitzada en Technicolor, a dues bandes, després a tres bandes a partir de gener de 1936, va ser concebuda com una competidora de les Silly Symphonies de Walt Disney. La primera pel·lícula de la sèrie Poor Cinderella va ser tanmateix produïda en Cinecolor i és també la primera en color dels Fleischer Studios.
La sèrie comprèn 36 pel·lícules, com la seva competidora Happy Harmonies de Harman-Ising Studio per a Metro-Goldwyn-Mayer.

## Filmografia

### 1934
- Poor Cinderella (3 agost) comprenent Betty Boop en la Ventafocs
- Little Dutch Mill (26 octubre) comprenent Hänsel i Gretel
- An Elephant Never Forgets (28 desembre)

### 1935
- The Song of the Birds (1r març)
- The Kids in the Shoe (19 maig)
- Dancing on the Moon (12 juliol)
- Time for Love (6 setembre)
- Musical Memories (8 novembre)

### 1936
- Somewhere in Dreamland (17 gener)
- The Little Stranger (13 març)
- Cobweb Hotel (15 maig)
- Greedy Humpty Dumpty (10 juliol) amb Humpty Dumpty i Mother Goose
- Hawaiian Birds (28 agost)
- Play Safe (16 octubre)
- Christmas Comes But Once a Year (4 desembre)

### 1937
- Bunny Mooning (12 febrer)
- Chicken a La King (16 abril)
- A Car-Tune Portrait (26 juny)
- Peeping Penguins (26 agost)
- Educated Fish (29 octubre)
- Little Lamby (31 desembre)

### 1938
- The Tears of an Onion (26 febrer)
- Hold It! (29 abril)
- Hunky and SpunkyHunky And Spunky (24 juny)
- All's Fair At The Fair (26 agost)
- The Playful Polar Bears (28 octubre)

### 1939
- Always Kickin (29 gener)
- Small Fry (21 abril)
- The Barnyard Brat (30 juny)
- The Fresh Vegetable Mystery (29 setembre)

### 1940
- Little Lambkins (2 febrer)
- Ants in the Plants (15 març)
- A Kick in Time (17 maig)
- Snubbed By a Snob (19 juliol)
- You Can't Shoe a Horse Fly (23 agost)

### 1941
- Vitamin Hay (22 agost)